# 岡野耕作
岡野 耕作（おかの こうさく、1933年2月9日 - ）は、日本の俳優。東京都墨田区両国出身。

## 人物
旧制都立第三中学（現；両国高校）、早稲田大学文学部仏文科卒業。
1955年、俳優として東映へ入社。
1967年、劇団青俳に入団。

## 出演

### 映画
- 警視庁物語
  - 警視庁物語 魔の最終列車（1956年） - 佐藤
  - 警視庁物語 魔の伝言板（1958年） - 警官
  - 警視庁物語 一〇八号車（1959年） - 刑事
  - 警視庁物語 血液型の秘密（1960年） - パトロールの警官
  - 警視庁物語 不在証明（1961年） - 刑事
  - 警視庁物語 十五才の女（1961年） - 刑事
  - 警視庁物語 十二人の刑事（1961年） - 刑事
  - 警視庁物語 全国縦断捜査（1963年） - 制服警官
- 大学の石松シリーズ（1956年） - 安政大学・セカンド
  - 大学の石松 ぐれん隊征伐
  - 大学の石松 太陽族に挑戦す
- 純愛物語（1957年）
- 台風息子（1958年） - 巡査
- 裸の太陽（1958年） - 峰岡
- 素晴らしき娘たち（1959年） - 松本仁三郎
- 空は晴れたり（1959年） - 木谷教師
- 高度7000米 恐怖の四時間（1959年） - 係員
- 鹿島灘の女（1959年） - 茂夫
- 七つの弾丸（1959年） - 警視庁指令室係員
- 拳銃を磨く男（1959年） - 吉岡
- ふたりの休日（1959年） - タクシーの運転手
- 母しぐれ（1959年） - 太助
- 特ダネ三十時間 白昼の脅迫 女の牙（1960年） - 菅井刑事
- 多羅尾伴内 七つの顔の男だぜ（1960年） - 宮下巡査
- 殺られてたまるか（1960年） - 警官
- 拳銃を磨く男 深夜の死角（1960年） - ブルーのボーイ
- 続ずべ公天使 七色の花嫁（1960年） - 車掌
- 決斗の谷（1960年） - 刑事
- 天下の快男児 突進太郎（1960年） - 吉村善作
- にっぽんGメン 摩天楼の狼（1960年） - 若木
- 悪魔の札束（1960年） - 刑事
- 野獣の眼（1960年） - 鑑識課員
- 生き抜いた十六年 最後の日本兵（1960年） - 伝令の兵
- 大いなる驀進（1960年） - 車掌
- 男ならやってみろ（1960年） - 吉井弘次
- 姿なき暴力（1960年） - 新聞記者
- 赤い影の男／高速三号線を張れ（1961年） - 宮前刑事
- 俺らは空の暴れん坊（1961年） - 篠田二曹
- 若い明日を突っ走れ（1961年） - 警官
- 飛ばせ特急便 深夜の脱獄者（1961年） - 運転手
- 魚河岸の女石松（1961年） - パトロールの警官
- 飛ばせ特急便 魔の十八号線（1961年） - 神戸商事事務員
- 台風息子 冒険旅行（1961年） - ホラ策の叔父
- 故郷は緑なりき（1961年） - 斎藤先生
- ファンキーハットの快男児 二千万円の腕（1961年） - 刑事
- 次郎長社長よさこい道中（1961年） - 車掌
- 街（1961年） - 警官
- べらんめえ中乗りさん（1961年） - 清村建設社員
- 悪魔の手毬唄（1961年） - 記者
- 乾杯!ごきげん野郎（1961年） - 車掌
- 恋愛学校（1962年） - 新聞記者
- 太平洋のGメン（1962年） - 神戸署の刑事
- 松本清張のスリラー 考える葉（1962年） - 吉沢刑事
- サラリーマン一心太助（1962年） - 用度課員
- 八月十五日の動乱（1962年） - 久保秘書官
- アイ・ジョージ物語 太陽の子（1962年） - 車掌
- こまどり姉妹 おけさ渡り鳥（1962年） - 「マリモ」のバーテン
- 狙い射ち無頼漢（1962年） - 田崎看守
- 東京アンタッチャブル（1962年） - 係員
- 王将（1962年） - 中浜
- 恐怖の魔女（1962年） - 矢頭刑事
- べらんめえ芸者と丁稚社長（1963年） - 新聞記者
- こまどりのりんごっ子姉妹（1963年） - 店員風の男
- 傷だらけの不敵者（1963年） - 大賀
- 最後の顔役（1963年） - 大倉刑事
- 特別機動捜査隊 東京駅に張り込め（1963年） - 竹下進一
- 続・図々しい奴（1964年） - 設計士
- 靴（1964年） - 医師
- 飢餓海峡（1965年） - 戸波刑事
- 黒い猫（1965年） - 警官
- にっぽん泥棒物語（1965年） - 石山支局員
- 無宿者仁義（1965年） - 記者
- 昭和残侠伝（1965年） - 小泉
- 任侠男一匹（1965年） - 道具屋
- ギャング頂上作戦（1965年） - 看守
- 脅迫 おどし（1966年） - 専務の秘書
- 網走番外地 荒野の対決（1966年） - 坂田部長
- 愛欲（1966年） - 長島
- カミカゼ野郎 真昼の決斗（1966年） - バーテン
- 昭和残侠伝 一匹狼（1966年） - 仲買人
- 一万三千人の容疑者（1966年） - 正道
- 可愛いくて凄い女（1966年） - デパートの支配人
- 北海の暴れ竜（1966年） - 漁師
- 浪曲子守唄（1966年） - 賭場の客
- 組織暴力（1967年） - 税関吏
- 解散式（1967年） - 新聞記者A
- 続 組織暴力（1967年） - 丸和商事社長
- 昭和残侠伝 血染の唐獅子（1967年） - 木村
- ギャングの帝王（1967年） - 寺酉刑事
- 懲役十八年 仮出獄（1967年） - 用心棒
- 旅路（1967年） - 医師
- 続・渡世人（1967年） - 市松
- 河内遊侠伝（1967年） - 世話役
- 陸軍諜報33（1968年） - 刑務所長
- 博徒解散式（1968年） - 田丸
- 獄中の顔役（1968年） - 建設会社作業員
- 代貸（1968年） - 花村
- 不良番長
  - 不良番長（1968年） - 刑事
  - 不良番長 王手飛車（1970年） - 教授
- 人生劇場 飛車角と吉良常（1968年） - 吹岡
- 喜劇 “夫”売ります!!（1968年） - 北川
- 現代やくざ 与太者の掟（1969年）
- 超高層のあけぼの（1969年） - 三田第三工務課長
- 日本侠客伝 花と龍（1969年） - 田辺
- 現代やくざ 与太者仁義（1969年）
- 日本暴力団 組長（1969年）
- 日本暴力団 組長と刺客（1969年） - 刑事
- 捨て身のならず者（1970年） - 渋谷署の刑事
- やくざ刑事（1970年）
- 新宿の与太者（1970年） - 医者
- 婉という女（1971年） - 赦免状の使者
- 鯉のいる村（1971年） - 欣一
- 時計は生きていた（1973年）

### テレビドラマ
NHK
- 大河ドラマ / 三姉妹（1967年） - 田中顕助

NTV
- ヘッドライト（1962年）
- 馬喰一代（1965年 - 1966年）
- 気になる嫁さん（1971年）
- 火曜サスペンス劇場
  - 女監察医・室生亜季子 第15作「扼殺」（1994年） - 外山教授
  - 女弁護士 高林鮎子 第16作「霧の旅・唐津の殺人」（1995年）
  - おかしな夫婦 第2作（1996年）
  - 弁護士 高林鮎子 第26作「雲仙長崎旅路の果て」（2000年） - 石川秀治

TBS
- 栄光の旗 第2話（1965年）
- タケダアワー
  - キャプテンウルトラ（1967年）
    - 第4話「原子怪獣ブルコングあらわる」 - ミズノ
    - 第13話「まぼろし怪獣ゴースラーあらわる!!」 - キムラ医師
    - 第20話「スペクトル怪獣シャモラーあらわる!!」 - ハヤカワ船長

  - 柔道一直線（1970年）
    - 第50話「大豪寺虎男参上 -初心にかえるとは-」
    - 第62話「62.決戦前夜・柔道ジャンボリー -青春とはなにか-」
- 渥美清の泣いてたまるか（1967年）
  - 第48話「先生週刊誌にのる」
  - 第66話「からすなぜ鳴く」
- キイハンター
  - 第6話「影のメロディー」（1968年）
  - 第165話「真珠湾から来た謎の女」（1971年）
- 帰ってきたウルトラマン 第42話「富士に立つ怪獣」（1972年） - ドライバー
- 水戸黄門 第4部 第5話「黒いひげの黄門さま」（1973年） - 丹後屋の番頭
- 刑事くん 第4部 第9話「栄光を君のものに」（1975年）
- Gメン'75 第29話「死刑結婚式」（1975年）
- 小ぬか雨（1980年）
- 花の吉原 雪の旅（1984年）
- 仮面ライダーBLACK 第34話「復活?! 地獄王子」（1988年） - 野木健太郎アナウンサー

CX
- ブラックチェンバー（1969年）
- 一心太助 第21話「東海道だよ四人旅」（1972年） - 番頭
- 銭形平次（大川橋蔵版）
  - 第586話「壺振りのお駒」（1977年）
  - 第856話「一度は捨てた夢」（1983年） - 俵屋
- 世にも奇妙な物語 真夏の特別編 第3部「ガード下の出来事」（1993年） - 社長さん

NET
- ミステリーベスト21 第6話「人脳培養事件」（1962年）
- 特別機動捜査隊
  - 第94話「十八年」（1963年）
  - 第282話「大都会の墓場」（1967年） - 刑事
- 戦友 第22話「前戦の母情」（1964年）
- ある勇気の記録（1966年 - 1967年）
- 悪魔くん（1966年）
  - 第7話「魔の谷」 - 警官
  - 第10話「シバの大魔神」 - 堀部
- あゝ同期の桜 第1話「離別」（1967年）
- 忍者ハットリくん+忍者怪獣ジッポウ（1967年）
  - 第6話「結婚式とは大変なものでござる」 - 結婚式の参列者
  - 第16話「これぞヤマトダマシイでござる」 - 門駄平の手下
- ジャイアントロボ
  - 第1話「大海獣ダコラー」（1967年） - 戦闘機隊隊長
  - 第17話「赤富士ダムを破壊せよ」（1968年） - 国防庁秘書官
  - 第18話「謎の諜報員X7」（1968年） - 科学者
- 河童の三平 妖怪大作戦（1969年）
  - 第21話「妖怪獄卒」 - 村人
  - 第23話「妖怪雪女」 - 太郎の父
- おも舵とり舵（1971年）
- 土曜ワイド劇場
  - 西村京太郎トラベルミステリー 第17作「山陽・東海道殺人ルート」（1990年） - 久保（科学捜査研究所技官）
  - 春の旅情サスペンス「密会ホテル」（1994年）
  - 山村美紗サスペンス「京都・在原業平殺人事件」（1999年）
- メタルヒーローシリーズ
  - 特警ウインスペクター 第8話「脱線! 親子救急隊」（1990年） - 研究員
  - 特救指令ソルブレイン 第19話「亀ちゃんと探偵娘」（1991年） - 矢部隆教授
  - 特捜ロボ ジャンパーソン 第23話「ウラメシ大作戦」（1993年） - ドクター軽部
  - ブルースワット 第16話「激突!! 暗殺カー」（1994年） - 山下啓一
  - 重甲ビーファイター 第11話「怒りロボ大暴走」（1995年）
- 火曜ミステリー劇場 西村京太郎スペシャル 第3作「十津川警部の反撃」（1991年）
- はぐれ刑事純情派 12 第16話「山手線を一周する女!? 結婚記念日の秘密」（1999年）

12ch
- プレイガール
  - 第7話「女が命を賭ける時」（1969年）
  - 第25話「女殺し昭和元禄」（1969年）
  - 第37話「裸の女王蜂」（1969年）
  - 第49話「魔性の性典」（1970年）
  - 第57話「死んでも裸は離さない」（1970年）
  - 第58話「女一匹恋狂い」（1970年）
  - 第62話「老人と女のポルカ」（1970年）
  - 第67話「怪談・呪いの亡霊屋敷」（1970年）
  - 第70話「撲り込み替え玉作戦」（1970年）
  - 第76話「勇み肌きょうだい仁義」（1970年）
  - 第79話「スリラー・浴室の死美人」（1970年）
  - 第89話「傷つけながら愛しあい」（1970年）
  - 第95話「女の武器は忍び心」（1971年）
- 江戸川乱歩シリーズ 明智小五郎 第25話「白昼夢 殺人金魚」・第26話「白昼夢 殺人狂想曲」（1970年）
- ミラクルガール 第8話「美人探偵神出鬼没」（1980年）

### 舞台
- 放浪記

## 著書
- 『両国のタニマチ先生 ― 岡野留五郎の生涯』 デポルテ、2006年1月1日、ISBN 9784860951016